# British Journal of Photography
British Journal of Photography je nejstarší vydávaný fotografický časopis. Kromě fotografií otiskuje rozsáhlé články, profily fotografů, analýzy a technické recenze.

## Historie
Začal vycházet v Liverpoolu v roce 1854 jako měsíčník pod názvem Liverpool Photographic Journal. Od roku 1857 vycházel jako čtrnáctideník, nejprve pod názvem Liverpool and Manchester Photographic Journal, v roce 1859 pak jako Photographic Journal. Od roku 1860 nese současný název British Journal of Photography. Od roku 1864 byl vydáván jako týdeník, od března 2010 vychází opět měsíčně.